# Roberto Herrera
Roberto Herrera (San Salvador de Jujuy, 5 de septiembre de 1963) es un bailarín, coreografo y maestro de danza de origen argentino. Además de haber sido primer bailarín y asistente coreográfico del Ballet Folklórico Nacional de Argentina, uno de sus mayores logros fue bailar como pareja solista de la orquesta del reconocido compositor Osvaldo Pugliese. Es fundador y director de la compañía "Herrera Tango Academy" con sedes en Buenos Aires, Milán y Múnich.

## Biografía
Herrera nació el 5 de septiembre de 1963 en la ciudad de San Salvador de Jujuy. Inició sus estudios en danzas folclóricas argentinas y latinoamericanas a la temprana edad de 8 años. Sus maestros fueron María del Carmen Calneggia, Manuel Averastein, Carlos Montanio, Armando "Lulo" Díaz. Sus primeros pasos de tango los realizó a la edad de 12 años, en la Peña Gardeliana de San Salvador de Jujuy. 
Entre 1986 y 1990 es seleccionado como primer bailarín del Ballet Popular Argentino, dirigido por Santiago Ayala y Norma Viola. En 1989 fue elegido como bailarín solista de la película Tango Bar, con la dirección de Marcos Zurinaga. Desde 1990 hasta 1992, además de bailarín, es asistente y repositor coreografico del renombrado Ballet Folklórico Nacional Argentino. Forma parte también del espectáculo "Imágenes de Tango y Folklore" como pareja solista. Junto a Ana María Tortorella participa como pareja solista en las casas de tango "Michelangelo" y "La Ventana". 
En 1992, tiene su primera gira en Japón, con el espectáculo "Tango Tango" junto a Vanina Bilous como pareja solista, de la compañía de Gloria y Eduardo Arquinbau. Ese mismo año forma parte con Carolina Iotti del emblemático espectáculo "Tango Argentino", dirigido por Claudio Segovia, en el teatro Lola Membrives. Forma pareja solista con Bilous una vez más, en la Gran Orquesta del compositor Osvaldo Pugliese entre 1992 y 1995. En 1994, Herrera integra el elenco de la película biográfica "Muchas gracias, maestro", sobre la vida de Osvaldo Pugliese.  Entre 1995 y 1999 fue creador, director y protagonista junto a Vanina Bilous, del espectáculo "Tango, una Historia", en el bar notable "El Querandí".
Es en esta época que, junto a Vanina Bilous, participa en distintos espectáculos 
y orquestas en Japón, dirigidas por Leopoldo Federico, Julián Plaza, Beba Pugliese (hija de Osvaldo Pugliese). En 1997, es elegido para estrenar en Argentina, con una coreografía original, la película Evita. Ese mismo año, dirigió el espectáculo de clausura del Festival del Cine de Mar del Plata. En el año 2000, tiene participación nuevamente, junto a Lorena Yácono, en el espectáculo "Tango Argentino", por dos meses en el Teatro Gershwin en Broadway, Nueva York. A partir de este año, comienza a dictar clases y a realizar actuaciones en los 5 continentes, como invitado de los más prestigiosos festivales y eventos de tango del mundo. 
En 2002, funda la compañía de tango "Roberto Herrera Tango", con la cual realiza más de 300 actuaciones en el mundo con los espectáculos como "Tango Nuevo de Roberto Herrera", "Tango, Una Historia", "Buenos Aires Tango", entre otros. Su compañía presenta el espectáculo "Tango de Hoy" en el marco de la Copa Mundial de Fútbol en Seúl junto a Natacha Poberaj. 
Desde 2003, es miembro del Jurado del Campeonato Mundial de Tango. En 2004, es primer Bailarín invitado en el musical "Tanguera" en el Teatro El Nacional junto a Mora Godoy.
En 2012, recibe el premio "Maestro Formador y Transmisor Popular Argentino de la Danza", otorgado por el Consejo Argentino de la Danza (C.A.D.). Ese año, abre en Milán, una sede de su compañía "Roberto Herrera Tango". En 2020, en cooperación con la escuela de tango "Tango genial", abre una nueva sede de "Roberto Herrera Tango" en Múnich.